# اگزیست
| بررسی انتقادی | بررسی انتقادی |
| منبع          | رتبه‌بندی      |
| ------------- | ------------- |
| ان‌ام‌ئی        | [ ۱ ]         |

اگزیست (انگلیسی: Exist) هفتمین آلبوم استودیویی گروه پسرانهٔ کره‌ای–چینی اکسو است. این آلبوم در ۱۰ ژوئیه ۲۰۲۳ توسط اس‌ام انترتینمنت منتشر شد. این آلبوم شامل اجرای وکال هشت عضو اکسو است.

## عملکرد تجاری
اگزیست پیش از انتشارش، ۱٫۶ میلیون پیش‌سفارش در ۲۸ روز دریافت کرد و رکورد قبلی ۱٫۲ میلیونی اکسو برای آلبوم با احساست نجنگ (۲۰۲۱) را شکست.

## جدول‌ها
| جدول (۲۰۲۳)                                   | بهترین جایگاه |
| --------------------------------------------- | ------------- |
| آلبوم‌های ژاپنی (اوریکون)                      | ۱۲            |
| آلبوم‌های ترکیبی ژاپنی (اوریکون)               | ۸             |
| آلبوم‌های داغ ژاپنی (بیلبورد ژاپن)             | ۱۱            |
| آلبوم‌های کره جنوبی (گائون)                    | ۱             |
| آلبوم‌های دیجیتال بریتانیا (شرکت جدول‌های رسمی) | ۳۳            |
| آلبوم‌های مستقل بریتانیا (اوسی‌سی)              | ۱۳            |

## فروش‌ها
| منطقه     | گواهی | واحد گواهی‌شده/فروش |
| --------- | ----- | ------------------ |
| ژاپن      | —     | ۱۱٬۸۹۹             |
| کره جنوبی | —     | ۱٬۳۵۸٬۴۴۰          |

## تاریخچه انتشار
| منطقه     | تاریخ         | فرمت                  | ناشر        |
| --------- | ------------- | --------------------- | ----------- |
| کره جنوبی | ۱۰ ژوئیه ۲۰۲۳ | سی‌دی اس‌ام‌سی           | اس‌ام کاکائو |
| مختلف     | ۱۰ ژوئیه ۲۰۲۳ | دانلود دیجیتال استریم | اس‌ام کاکائو |